# Розширення Європейських Співтовариств (1986)
Іспанія та Португалія приєдналися до Європейських Співтовариств, нині Європейського Союзу, у 1986 році. Це було третє розширення Співтовариств після розширення 1973 та 1981 років. Їх приєднання вважається частиною ширшого середземноморського розширення Європейського Союзу.
Обидві країни перебували під режимом диктатури трохи більше ніж за десять років до вступу, причому Іспанія перебувала під військовою диктатурою Франциско Франко, а Португалія – під корпоративною диктатурою Нової Держави. Це означало, що хоча обидві країни раніше мали стосунки зі Співтовариствами в тій чи іншій формі, вони не мали права стати членами. Середина 1970-х років принесла смерть Франко в Іспанії та Революцію гвоздик у Португалії, яка швидко підштовхнула обидві країни до демократії. Переговори про членство почалися з обома країнами через кілька років.
Іспанія та Португалія приєдналися до Співтовариств 1 січня 1986 року. Приєднання відбулося без жодної офіційної церемонії, окрім підняття іспанського та португальського прапорів у Брюсселі, після більш ніж шести років переговорів між Співтовариствами та двома країнами. Переговори про приєднання були особливо продовжені через занепокоєння щодо іспанського рибальського флоту, який був більшим, ніж весь флот Співтовариства разом узятий, а також через серйозну урядову турбулентність у Португалії, де кілька урядів розпалися, а один прем’єр-міністр загинув у авіакатастрофі під час переговорів.
Деякі вчені того часу передбачали, що посилення конкуренції з боку Європи призведе до економічних проблем для Іспанії та Португалії; проте в наступні роки економіки обох країн загалом виграли від вступу. Дехто також вважає, що це розширення допомогло стабілізувати новонароджені демократії обох країн, а також прискорило деколонізацію Португальської імперії; хоча в цілому існує консенсус щодо того, що членство відіграло певну роль у цих процесах, залишається дискусія щодо того, чи було членство вирішальним фактором у цих змінах, чи воно лише сприяло.

## Історія

### Іспанія

#### Відносини за Франко
Іспанія вперше подала заявку на приєднання до Європейського економічного співтовариства (ЄЕС), загального економічного підрозділу трьох Європейських співтовариств, 10 лютого 1962 року. Країна не мала права на повне членство як прямий наслідок її диктатури; хоча в договорі про заснування ЄЕС не було жодного конкретного положення, яке б вимагало, щоб країни-члени були демократичними, Європейський парламент через кілька місяців після подання заяви чітко дав зрозуміти, що недемократична Іспанія ніколи не матиме жодних стосунків, «тесніших ніж комерційний договір», з урахуванням подальшої євроінтеграції.
Комітет міністрів Ради Європи ухвалив резолюцію 70 голосами проти 31 на своїй 14-й черговій сесії в травні 1962 року, в якій закликав членів ЄЕС «розглянути можливість певної форми економічної угоди між Іспанією та Співтовариством, що містить пам’ятайте про конституційні зміни, які будуть необхідні, перш ніж можна буде розглядати будь-яку форму політичної асоціації». Однак заявка викликала певні суперечки; ряд членів Європарламенту поставили під сумнів прийнятність заявки з огляду на диктатуру Іспанії.
Оскільки до 1964 року питання асоціації все ще не було вирішене, голова місії Іспанії в ЄЕС 14 лютого надіслав ще один лист, поновлюючи запит на статус асоціації. Згодом було заплановано початок переговорів на осінь того ж року. Зрештою, у 1967 році Рада ЄЕС затвердила мандат комісії на переговори з Іспанією, і в червні 1970 року було підписано торговельну угоду. Однак це була угода про торгові преференції, на відміну від угоди про асоціацію ; це означало лише взаємність у торговельних поступках, на відміну від допомоги економічному розвитку та можливості остаточного повноправного членства, яке через статус асоціації було надано, наприклад, Греції та Туреччині. У 1970-х роках тривали дискусії про те, якими можуть бути майбутні відносини між ЄЕС та Іспанією після формування спільного комітету ЄЕС та Іспанії.

#### Перехід до Іспанії та подання заявки на членство в Спільноті

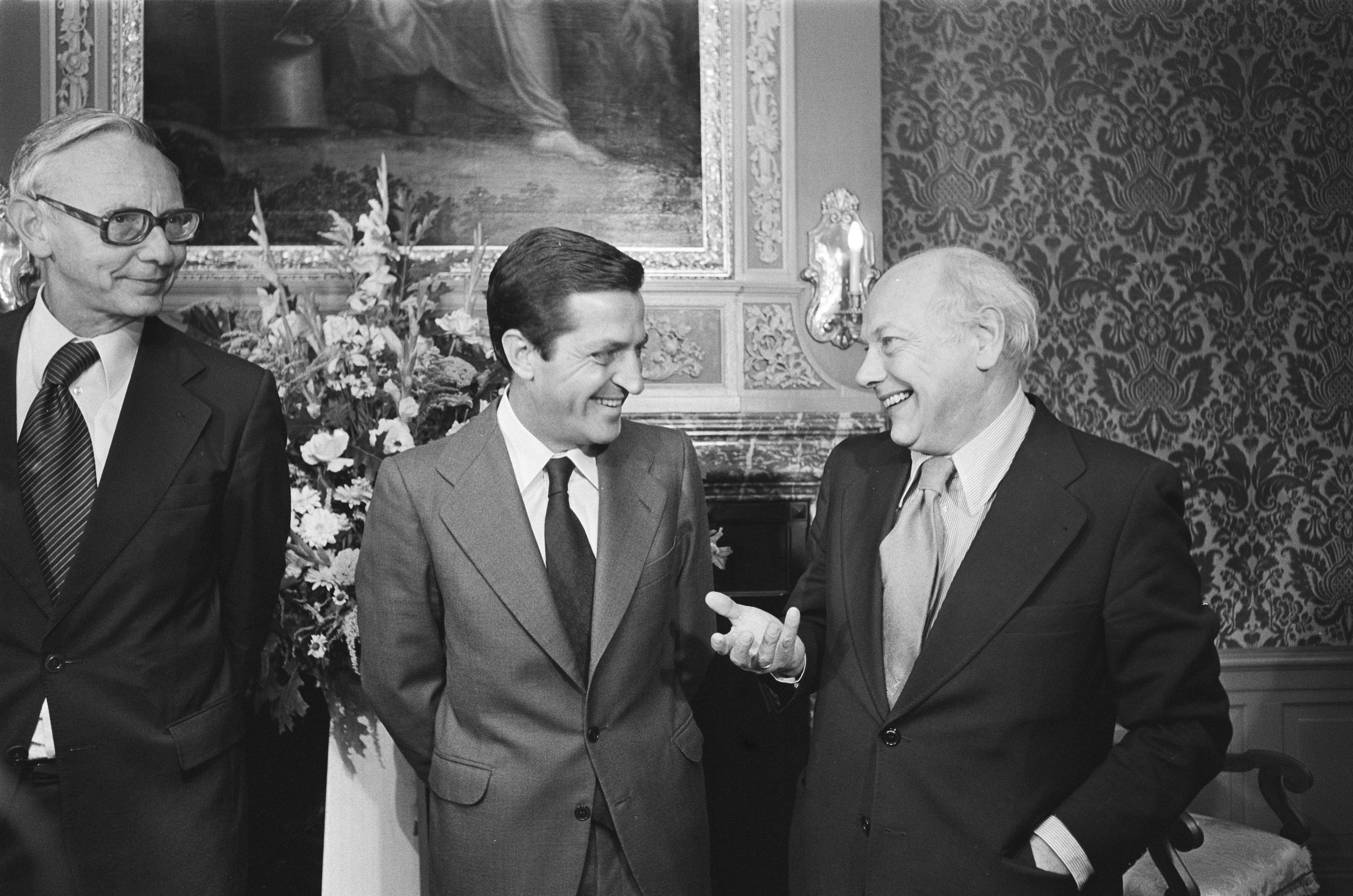
Ореха і Суарес з Йопом ден Уйлом, прем’єр-міністром Нідерландів, у серпні 1977 року після звернення Іспанії

Після смерті іспанського диктатора Франсіско Франко, який правив країною 36 років, і початку переходу Іспанії до демократії, у 1977 році деякий час поширювалися чутки про можливість подання Іспанією запиту на членство в ЄЕС. 26 липня новий демократичний уряд Іспанії на чолі з Адольфо Суаресом написав три листи до президента Ради міністрів Європейських співтовариств Анрі Сімоне, в кожному з яких просив прийняти Іспанію до кожної окремої Європейської спільноти. Ці листи були вручені міністром закордонних справ Іспанії Марселіно Ореха президенту Європейської комісії Рою Дженкінсу в Брюсселі 28 липня 1977 року.
У той час виникло значне занепокоєння щодо того, чи буде Іспанія прийнята до ЄЕС. Іспанська преса говорила про потенційне вето з боку Франції та Італії проти її вступу через потенційну загрозу, яку це створить для їхніх сільськогосподарських секторів. Однак, більш ніж через рік після подання заявки, після тривалих консультацій і переговорів з існуючими державами-членами, Європейська комісія опублікувала в листопаді 1978 року офіційний висновок щодо заявки Іспанії на членство. У висновку рекомендовано розпочати переговори про членство, але зазначено, що процес набуття членства в ЄЕС, ймовірно, буде повільним, посилаючись на фінансові та бюрократичні перешкоди.

#### Переговори про членство
5 лютого 1979 року розпочалися переговори між Іспанією та Європейською радою – комітетом лідерів держав-членів Європейських співтовариств. Рой Дженкінс під час виступу на відкритті переговорів заявив, що «Іспанія є частиною Європи, а Європа без Іспанії неповна».
Спроба державного перевороту в Іспанії в лютому 1981 року, під час якої елементи Іспанської цивільної гвардії намагалися усунути демократично обраний уряд з посади, представляла важливий момент міжнародної уваги під час переговорів про членство. ЄЕК не стала винятком у цьому, висловивши стурбованість подіями, що розгортаються. Спроба була невдалою, і після невдачі Європейська рада зібралася 23–24 березня 1981 року. Згодом він опублікував заяву, в якій висловив своє «велике задоволення реакцією короля, уряду та іспанського народу, які зіткнулися з недавніми нападами на демократичну систему їхньої країни». Феліпе Гонсалес, лідер опозиційної Іспанської соціалістичної робітничої партії, вирушив у тур по Західній Європі в березні того ж року, щоб «закликати» країни прийняти Іспанію до ЄЕС «якнайшвидше»; ЄЕС, за словами іспанського дипломата, який виступав у 1982 році, розглядалося серед населення як «синонім демократії». Незважаючи на це, швидкість переговорів істотно не підвищилася подіями.
Через рік Іспанська соціалістична робітнича партія була обрана в уряд після загальних виборів в Іспанії 1982 року, зробивши Гонсалеса прем'єр-міністром. Як повідомляється, перед виборами переговори Іспанії з громадами зайшли в глухий кут; це відбулося не лише через спробу державного перевороту, а й завдяки протидії з боку французького уряду через занепокоєння, пов’язані зі Спільною сільськогосподарською політикою, що призвело до посилення конкуренції з боку Іспанії. Гонсалес ще раз зробив акцент на ЄЕС під час своєї виборчої кампанії, і в той же час применшив питання членства Іспанії в НАТО, яке було суперечливим питанням у дискусії про відкриття Іспанії для світу протягом кількох років.
Також було висловлено занепокоєння щодо потенційного впливу приєднання Іспанії, зокрема, на функціонування Спільної рибальської політики. Іспанський рибальський флот був більшим, ніж весь флот існуючих членів Співтовариства разом узятих , які поставили проблему подібним чином під час переговорів про тимчасову угоду про рибальство між Іспанією та Співтовариством.  Під час переговорів щодо вступу в Іспанію було очевидно, що Іспанія стала більш сприйнятливою до сектору рибальства, як наслідок високої схильності до незаконного рибальства, що призвело до «мобілізації рибалок як соціально-професійної групи». Іспанський Акт про приєднання зрештою присвятив п’ятдесят сторінок питанням, пов’язаним з рибальством, приблизно 10% усього договору.
Почавши втомлюватися від тривалих переговорів у грудні 1983 року, уряд Франції попросив встановити крайній термін переговорів про вступ, запропонувавши дату 30 вересня 1984 року. Французький уряд продовжував чинити тиск на користь цього терміну до 1984 року, і це було погоджено державами-членами на Брюссельському саміті Європейської Ради в березні 1984 року.   Однак узгоджений термін не було дотримано, питання щодо рибальства, сільського господарства та металургії все ще залишалися до кінця вересня, а додаткові переговори заплановано після закінчення терміну. Наприкінці жовтня 1984 року було прийнято зобов'язання щодо приєднання Іспанії та Португалії до Співтовариств 1 січня 1986 року, хоча в ряді сфер переговорів залишалися «труднощі». Це зобов'язання було підтверджено голосуванням на саміті Європейської ради 3 грудня 1984 року, доки «фінальні переговори [були] успішними».

### Португалія

#### Позики та заявки ЄС за демократії

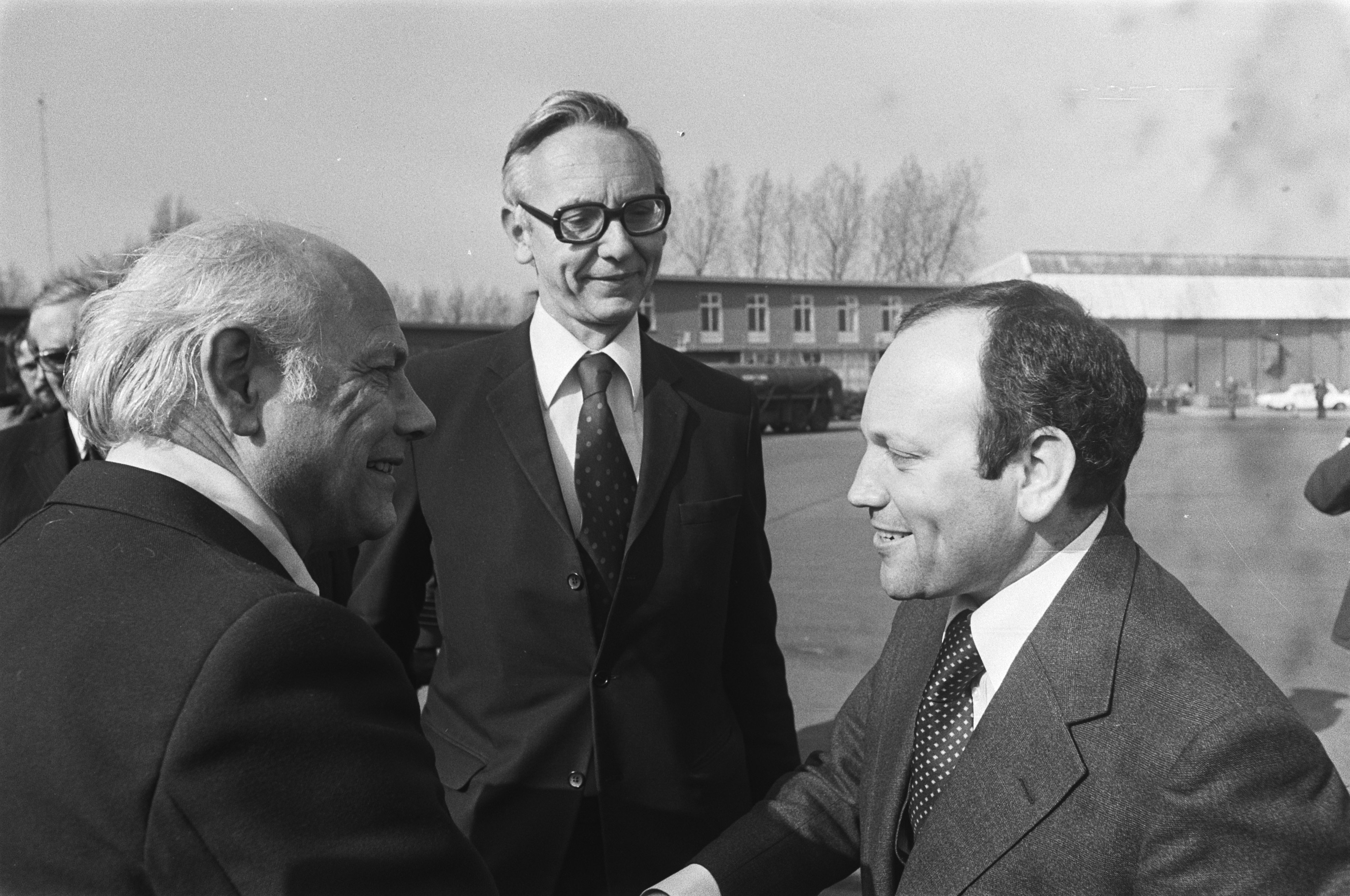
Соарес (праворуч) у Нідерландах 9 березня 1977 року, за кілька тижнів до заявки Португалії

Після Революції гвоздик 1974 року та перших демократичних виборів 1975 року новий португальський уряд почав робити більші кроки до європейської інтеграції. На початку 1970-х років Європейський інвестиційний банк позичив Португалії мільйони розрахункових одиниць – доєвроєвропейську систему грошового обміну без переваги єдиної валюти – з метою «надати повну підтримку зусиллям Португалії» зміцнювати демократію та сприяти соціальному та економічному прогресу». У червні 1976 року обмінний курс розрахункових одиниць до доларів США означав, що на той час сума кредиту, 70 мільйонів українців, становила 79,1 мільйона доларів, equivalent to $286,000,000 у 2020 році.
Перший демократично обраний уряд Португалії говорив про свою програму як про таку, яка «має намір, щоб Португалія була присутня в спільних зусиллях демократичних європейських країн у політичній, економічній, соціальній і культурній трансформації старого континенту». Ці зусилля принесли свої перші плоди у вересні 1976 року, коли Португалія вступила до Ради Європи.
У 1977 році, незадовго до того, як Португалія подала офіційну заявку на приєднання до Співтовариств, Маріу Соареш, прем’єр-міністр Португалії, та його міністр закордонних справ вирушили в тур європейськими столицями, намагаючись отримати попередню підтримку для приєднання своєї країни. Невдовзі після цього, 28 березня, Португалія подала офіційну заявку на приєднання до Європейських співтовариств із серією з трьох листів, написаних Соаресом Девіду Оуену, президенту ради.  Тодішній португальський уряд стверджував, що заява була не «рішенням уряду», а радше «рішенням народу».
Трохи більше ніж через рік після подання заявки, 19 травня 1978 року, Комісія видала позитивний висновок щодо заявки Португалії на членство, після чого були відкриті переговори про членство. Незважаючи на те, що у висновку рекомендовано розглянути португальську заявку, він також підкреслив значні небезпеки, притаманні вступу Португалії в державу країни на той час, зазначивши, що «глибокі соціальні та економічні реформи» будуть потрібні, перш ніж вступ стане успішним.

#### Урядова турбулентність
У найближчі місяці після початку переговорів було висловлено певне занепокоєння з приводу рівня підтримки членства в Співтовариствах серед португальського населення, а французька газета Le Monde повідомила, що половина населення Лісабона не знала про те, що загальні Ринок зріс до 72% у Порту. Крім того, наприкінці 1979 року, після того, як уряд кілька разів падав, парламент було розпущено та призначено нові вибори, які призвели до обрання нового прем’єр-міністра Франциско де Са Карнейро. Однак, пробувши на посаді лише рік, Карнейро загинув у 1980 році в авіакатастрофі Камарате. Його замінив на посаді прем’єр-міністра Франсіско Пінту Бальсемао, уряд якого підкреслив у своїй програмі занепокоєння щодо «негативних економічних і соціальних наслідків» у результаті нормативних актів Співтовариства, які «припускають інший етап структурної еволюції» в державі-члені.  Під час уряду Балсемау між ЄЕС і Португалією було погоджено новий Перехідний протокол, який регулював деякі тарифи, що застосовуються до торгівлі між двома країнами, «з метою приєднання Португальської Республіки до Співтовариств».
У 1983 році під час бурі відставок уряд Бальземау також розвалився, і в 1983 році в Португалії були призначені парламентські вибори. Вибори призвели до повернення Соціалістичної партії та, як наслідок, повернення Маріу Соареша на пост прем’єр-міністра. Однак через недостатню підтримку в португальській асамблеї Соареш був змушений сформувати коаліцію з партією Карнейру, Соціал-демократичною партією. У програмі нової коаліції зазначалося, що «вчасний вступ до ЄЕС і за відповідних умов [...] є головним пріоритетом економічної та зовнішньої політики Португалії».

#### Внутрішньополітичні реакції
Після 23 зустрічей під час переговорів між міністрами Португалії та Співтовариствами 24 жовтня 1984 року в Дубліні було підписано спільну заяву між Соаресом, Ґарретом Фітцджеральдом, президентом Європейської Ради, та Лоренцо Наталі, віце-президентом Комісії, «підтверджуючи мету» приєднання Португалії до Співтовариства 1 січня 1986 року. Під час дебатів у Португальській асамблеї Соціалістична партія, Соціал-демократична партія та Незалежна соціал-демократична асоціація висловили свою згоду з угодами про вступ.
Запланований вхід був не зовсім без протидії; деякі члени Португальського демократичного руху, який був важливою силою в політиці Португалії в той час, стверджували, що приєднання було «міфом», який «служив алібі» для португальського уряду, щоб «уникнути зіткнення з катастрофічними економічними та соціальні наслідки своєї політики», тоді як член Комуністичної партії Португалії (PCP) Карлос Карвальяс стверджував, що ЄЕС «готові пожертвувати [...] інтересами інших країн». Профспілка Intersindical під керівництвом комуністів підтримувала PCP, яка існує й сьогодні, проти членства в ЄЕС на тій підставі, що вони вважали втратою економічного контролю, що спричинило б це. Однак Комуністична партія на той час була єдиною політичною партією Португалії, яка постійно виступала проти членства в ЄЕС, і вони почали отримувати все менше голосів, починаючи з середини 1980-х років, приблизно з моменту вступу.

## Міжнародна реакція

### Сполучене Королівство та Гібралтар
Статус британської заморської території Гібралтар був суттєвим каменем спотикання в переговорах щодо вступу Іспанії. Іспанська соціалістична робітнича партія була обрана до уряду в 1982 році згідно з маніфестом, що передбачав як членство в ЄЕС, так і повернення території Іспанії.  Після виборів уряд Іспанії знову відкрив кордон із Гібралтаром для пішоходів з «гуманітарних» міркувань, що заклало основу для подальших переговорів із Сполученим Королівством, хоча жодні інші види транспорту не були дозволені.  Ці переговори тривали протягом деякого часу, з однією з припущень, що територія може бути перетворена на військову базу НАТО із спільним суверенітетом, як наслідок.  Тоді міністр закордонних справ Іспанії Фернандо Моран назвав переговори щодо статусу Гібралтару «найбільш вирішальним і делікатним моментом» переговорів про вступ Іспанії. 
Тодішній уряд Сполученого Королівства публічно заявив, що виступає за приєднання Португалії та Іспанії до Співтовариств, а державний міністр у справах закордонних справ і у справах Співдружності заявив, що країна була «завзятим прихильником приєднання». Однак Маргарет Тетчер, британський прем'єр-міністр, заявила в 1983 році, що Іспанія не може приєднатися до Співтовариств, «доки не будуть зняті обмеження на кордоні між Іспанією та Гібралтаром»; Лорд Трефгарн, заступник держсекретаря на той час, навіть зайшов настільки далеко, що заявив, що обмеження «несумісні із зобов’язаннями» Іспанії як члена ЄЕС. Наполягання уряду Тетчер на повному відкритті кордону до вступу до ЄЕС «розлютило» іспанський уряд того часу; однак вони також сказали, що будуть готові дозволити автомобільний та інший перехід, а не лише піший. Після ще тривалих переговорів кордон було повністю відкрито 5 лютого 1985 року.

### Грецьке вето
Починаючи з 1982 року Греція намагалася домогтися схвалення Європейською радою інтегрованих середземноморських програм (IMP), серії заходів фінансової допомоги для неблагополучних регіонів Співтовариств. Маючи невеликий успіх, і ця ідея ще «розглядається» Радою через кілька років, Греція погрожувала накласти вето на приєднання Іспанії та Португалії. Вето було засноване на заявах Греції про те, що її економіка не зможе впоратися з приєднанням більш економічно слабких держав-членів без отримання сільськогосподарських субсидій для найбідніших регіонів, які ще не були схвалені.
Наприкінці 1984 року Андреас Папандреу, прем’єр-міністр Греції, офіційно підтвердив, що єдиною перешкодою для схвалення Грецією приєднання є наявність фінансової субсидії через IMPs. Це викликало критику з боку інших держав-членів, які стверджували, що грецькі фінансові вимоги до Співтовариств не повинні впливати на приєднання нових членів, і призвело до сумнівів Гастона Торна, президента комісії, що завершення угод буде можливим на дату приєднання 1 січня 1986 року.
Переговори тривали в 1985 році, і 29 травня міністр закордонних справ Італії Джуліо Андреотті спільно з міністром закордонних справ Іспанії Фернандо Мораном і міністром фінансів Португалії Ернані Лопешем оголосили про досягнення угоди. Деякі частини IMPs будуть реалізовані, таким чином збільшуючи фінансування Греції ЄЕС; як наслідок, Греція зняла свої застереження, а Португалія та Іспанія увійшли до «Європи дванадцяти» 1 січня 1986 року. Загалом Греція отримала  $2,000,000,000 додаткової допомоги в результаті переговорів, що дорівнює $5,000,000,000 у 2021 році.

## Вплив
| Країни-члени           | Населення   | Площа (км2) | Населення за км2 | ВВП (млрд. дол. США) | ВВП на душу населення (дол. США) | Мови          |
| ---------------------- | ----------- | ----------- | ---------------- | -------------------- | -------------------------------- | ------------- |
| Португалія             | 10 030 621  | 92 389      | 108,57           | 38 746               | 3,863                            | португальська |
| Іспанія                | 38 531 195  | 504 782     | 76,33            | 251 321              | 6,523                            | іспанська     |
| Країни-кандидатки      | 48 561 816  | 597,171     | 81.32            | 290,067              | 5973,15                          | 2             |
| Існуючі члени          | 273 271 000 | 1 664 740   | 164,15           | 2187                 | 8 003,04                         | 7             |
| ЄС-12 після приєднання | 321,832,816 | 2 261 911   | 142,28           | 2477,067             | 7696,75                          | 9             |

### Демократичний перехід
Багато хто вважає, що членство в Співтовариствах сприяло переходу Іспанії та Португалії до демократії; проте існують певні дебати щодо того, наскільки членство в Спільноті несе відповідальність за це. Передумова того, що держава має бути демократичною перед приєднанням до Співтовариств, була описана як мотиваційний фактор для демократизації, і така вимога була запропонована для таких угод, як Північноамериканська угода про вільну торгівлю. Дослідження Євробарометра між 1985 і 1997 роками показали, що значна більшість громадян Португалії вважали, що членство в ЄС принесло користь їхній країні; цей показник досяг піку в 82% населення в 1991 році, перш ніж впасти до мінімуму в 67% в 1997 році.

### Acquis communautaire
Спеціальні домовленості, погоджені для Іспанії та Португалії як нових членів ЄЕС, означали, що, хоча в принципі вони виконувати acquis communautaire щодо спільної рибальської політики, вони не були повністю інтегровані в нього протягом багатьох років. Також було стверджено, що acquis щодо екологічної політики «спричиняє значні витрати» для країн-кандидатів; тиск на дотримання вимог і допомога з розбудови потенціалу з боку Співтовариств, пізніше ЄС, була описана як «необхідна, але недостатня» сама по собі для сприяння успішному екологічному врядуванню в країнах-кандидатах. Проте інші вчені стверджували, що кінцева вигода від acquis переважила це, і зазначили, що Іспанія стала палко наполягати на тому, щоб нові члени ЄС перейняли всі acquis.

### Міжнародні зв'язки
Невдовзі після офіційного приєднання в 1986 році Іспанія та Португалія погодилися із запропонованими змінами до Римського договору, які обмежували можливості окремих країн накладати вето на запропоноване законодавство, що впливає на тарифи та торгівлю, і взяли на себе зобов’язання щодо спільної зовнішньої політики для держав-членів Співтовариства. Вони також висловилися за подвоєння дослідницького бюджету ЄЕС протягом 5 років.
Приєднання Португалії до Європейських Співтовариств також вплинуло на деколонізацію португальських колоній в Африці та, як наслідок, на європейсько-африканські відносини. Хоча саме acquis communautaire було слабким, у ньому домінувало лише Європейське політичне співробітництво, acquis politique дуже підтримувало деколонізацію, процес, який Португалія була підштовхнута прийняти, щоб приєднатися до Співтовариств - хоча є дебати щодо того, чи було заплановане приєднання основною причиною.

### Економічний ефект
Приєднання привело до значних переваг для обох з точки зору економічної стабільності та міцності, і середній дохід на душу населення португальських та іспанських громадян значно зріс, досягнувши 74% та 83% відповідно від середнього ЄС до 2003 року. Структурні фонди, запропоновані членством у Європейському співтоваристві, мали особливе значення для послаблення тиску на економіку країн, особливо після реформ Єдиного європейського акту, які подвоїли обсяг структурних фондів, доступних між 1988 і 1993 роками. У Португалії ці кошти були інвестовані головним чином у дорожню інфраструктуру, громадські будівлі та оновлення міст, опосередковано створивши багато нових робочих місць у будівельній галузі, що призвело до значного (хоча й невеликого в абсолютному вираженні) зростання «некваліфікованої або низькокваліфікованої» міграції до країни.
Демонтаж тарифних бар'єрів після вступу обох країн змусив деяких вчених передбачити крах промисловості в двох країнах; оглядач Harvard International Review Енн Робінсон передбачила, що «загалом малопродуктивні та неефективні промислові підприємства Іспанії та Португалії зазнають краху, створивши нові прибуткові ринки для експортерів на модернізованій півночі Європи». «Обмежувальна адміністративна практика» в Іспанії, однак, зазначається як «штрафна» продукція з-за кордону, віддаючи перевагу місцевому виробленню. Було також висловлено занепокоєння щодо потенційного впливу Спільної сільськогосподарської політики на португальську сільськогосподарську галузь, особливо щодо поштовхів до лісонасаджень та екстенсифікації, хоча було додатково зазначено, що вони принесуть переваги деяким галузям, зокрема лісозаготівлі та виробництву паперу.